# Jodszen (Kirchspiel Willuhnen)
Jodszen (Kirchspiel Willuhnen), 1936 bis 1938: Jodschen (Kirchspiel Willuhnen), 1938 bis 1945: Kleinhildesheim, litauisch Juodžiai, ist ein verlassener Ort im Rajon Krasnosnamensk der russischen Oblast Kaliningrad.
Die Ortsstelle befindet sich acht Kilometer nordöstlich von Dobrowolsk (Pillkallen/Schloßberg) nördlich der Regionalstraße 27A-012 (ex R 509). Eineinhalb Kilometer südwestlich befindet sich die nach 1945 neu entstandene Siedlung Mirny.

## Geschichte

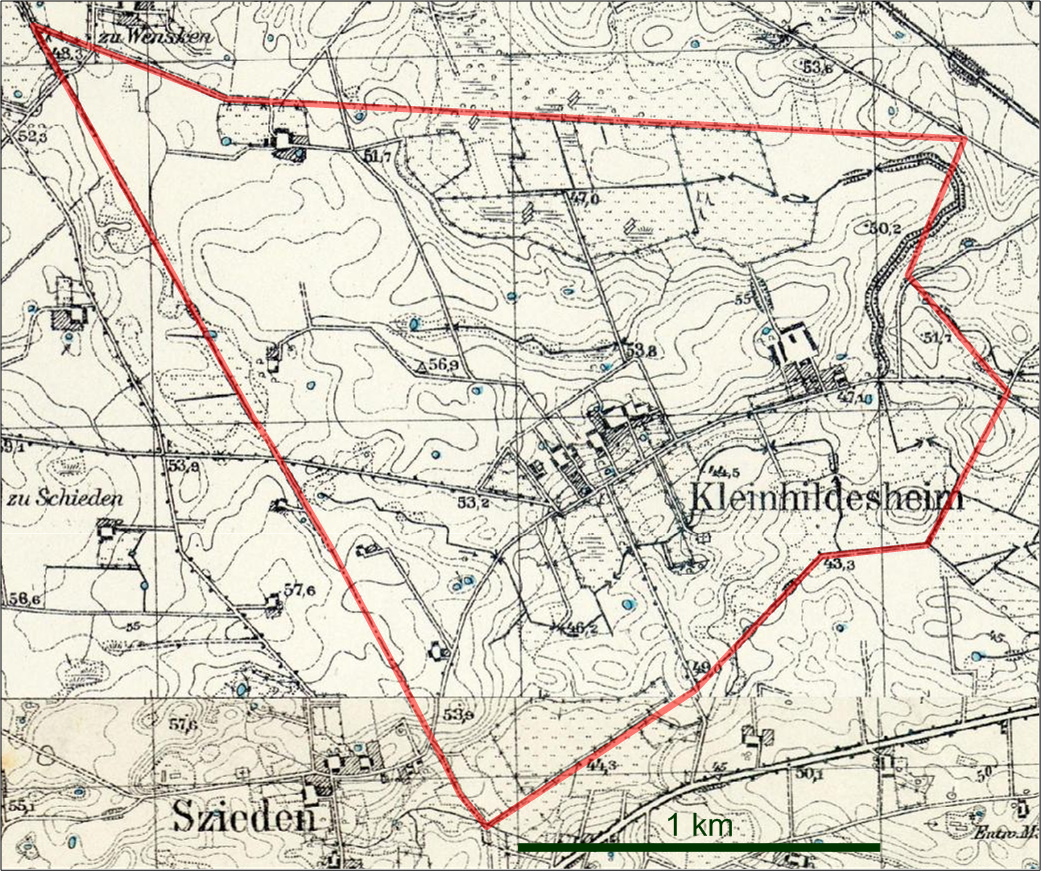
Die Gemeinde Kleinhildesheim auf einem Messtischblatt von 1938

Um 1780 war Jodszen ein königliches Bauerndorf. 1874 wurde die Landgemeinde Jodszen in den neu gebildeten Amtsbezirk Willuhnen im Kreis Pillkallen eingegliedert. Zur Unterscheidung eines weiteren Ortes namens Jodszen im Kreis Pillkallen, der zum Kirchspiel Kussen gehörte, bekam dieser Ort den Namenszusatz Kirchspiel Willuhnen. 1936 wurde die Schreibweise des Ortes in Jodschen geändert und 1938 wurde er in Kleinhildesheim umbenannt. 1945 kam der Ort in Folge des Zweiten Weltkrieges mit dem nördlichen Ostpreußen zur Sowjetunion. Einen russischen Namen erhielt er nicht mehr.

### Einwohnerentwicklung
| Jahr | Einwohner |
| ---- | --------- |
| 1867 | 121       |
| 1871 | 106       |
| 1885 | 119       |
| 1905 | 91        |
| 1910 | 89        |
| 1933 | 91        |
| 1939 | 73        |

## Kirche
Jodszen/Kleinhildesheim gehörte zum evangelischen Kirchspiel Willuhnen.